# Streptococcus dysgalactiae
Streptococcus dysgalactiae ist eine grampositive Bakterienart aus der Gattung Streptococcus (eingedeutscht: Streptokokken). Der Name setzt sich aus altgriechisch δύς dys ‚schlecht‘ und γάλα gála ‚Milch‘ zusammen und weist auf die Neigung der Bakterie hin, eine Euterentzündung bei Rindern zu verursachen.

## Beschreibung
Es handelt sich um Gram-positive kokkenförmige oder ovale Zellen in kurzen bis mittellangen Ketten, die serologisch zur Lancefield-Gruppe C oder G gehören. Es handelt sich um eine klar abgegrenzte Spezies, die nur geringe Verwandtschaft mit Streptococcus agalactiae, Streptococcus acidominimus, Streptococcus uberis oder Streptococcus bovis besitzt. Fibrinolysin für Fibrin von Rinder kann gebildet werden, menschliches Fibrin hingegen wird nicht aufgelöst. Auf Nährbouillon mit Glucose wächst Streptococcus dysgalactiae schlecht und senkt den pH-Wert des Nährmediums auf 4.7 bis 4.9. Auf Blutagar zeigt es eine beta-Hämolyse. Die optimale Wachstumstemperatur beträgt 37 °C. Bei 60 °C Erhitzung für 30 Minuten werden die Zellen abgetötet. Sie wachsen zudem nicht in Kochsalzlösung, in Medien mit  Gallensalzen oder bei alkalischem pH-Wert. Wachstum erfolgt nur in komplexen Nährmedien, die Vitamine und Aminosäuren enthalten. Litmus-Milch wird reduziert, angesäuert und gerinnt. Glucose, Lactose, Maltose, Saccharose und Trehalose werden zu Säure abgebaut. Aus Arginin wird Ammoniak gebildet.

## Infektionsspektrum
S. dysgalactiae ist in der Lage, sowohl Menschen als auch Tiere zu infizieren, wird jedoch am häufigsten als ein Bestandteil des Verdauungstrakts, des Genitaltrakts oder weniger häufig als Teil der Hautflora angetroffen. Die klinischen Manifestationen bei Erkrankungen des Menschen reichen von oberflächlichen Hautinfektionen und Tonsillitis bis hin zu schwerer nekrotisierender Fasziitis und Bakteriämie.
Die Inzidenz von invasiven Erkrankungen ist gestiegen. Mehrere verschiedene Tierspezies sind anfällig für eine Infektion durch S. dysgalactiae, doch am häufigsten wurden die Euterentzündung beim Rind und infektiöse Gelenkentzündung bei Lämmern berichtet.
Streptococcus dysgalactiae wird in die Subspezies Streptococcus dysgalactiae subsp. equisimilis (SDSE) und Streptococcus dysgalactiae subsp. dysgalactiae (SDSD) unterteilt; erstere ist meist mit menschlichen Krankheiten verbunden, letztere fast ausschließlich in der Veterinärmedizin.
Es wurde lange angenommen, dass S. dysgalactiae für Menschen nicht pathogen ist. Es wurde jedoch eine zunehmende Inzidenz von S.-dysgalactiae-Infektionen dokumentiert, und in einigen geografischen Regionen hat die Rate der invasiven Infektion sogar diejenige von Streptococcus pyogenes übertroffen. Es liegt eine schiefe Altersverteilung vor, d. h. bei invasiven Fällen sind ältere Menschen überproportional vertreten. Menschen mit chronischen Krankheiten, einschließlich Krebs und Diabetes, sind auch besonders anfällig für Infektionen. Diese opportunistischen Merkmale wurden als einer der Mechanismen vorgeschlagen, die der beobachteten zunehmenden Häufigkeit von invasiven Erkrankungen zugrunde liegen. Darüber hinaus wurde eine männliche Vorherrschaft festgestellt, vermutlich aufgrund einer höheren Comorbiditätsbelastung. Die Inzidenz von nicht-invasiven Erkrankungen beim Menschen scheint nicht zuzunehmen.

## Behandlung
Penicillin ist das Mittel der Wahl zur Behandlung von Streptokokkeninfektionen. S.-dysgalactiae-Stämme mit verringerter Empfindlichkeit gegenüber Penicillin sind nicht bekannt. Die Behandlungsdauer variiert zwischen fünf Tagen und drei Monaten, abhängig von der klinischen Diagnose. Second-Line-Wirkstoffe schließen Makrolide und Clindamycin ein, obwohl in einigen geografischen Regionen eine zunehmende Resistenz sowohl durch Efflux- als auch Target-Modifikation dokumentiert wurde. Aminoglycoside sind aufgrund ihres fehlenden respiratorischen Stoffwechsel nicht gegen Streptokokken wirksam. In Kombination mit einem β-Lactam-Antibiotikum scheinen Aminoglycoside jedoch einen synergistischen Effekt gegenüber Streptokokken zu haben. S. dysgalactiae ist einheitlich anfällig für Glycopeptide und Oxazolidone.